# Syllepte microdontalis
Syllepte microdontalis là một loài bướm đêm trong họ Crambidae.